# Ørjan Nyland
Ørjan Håskjold Nyland (* 10. September 1990 in Kristiansund; auch Örjan Nyland) ist ein norwegischer Fußballspieler. Der Torwart und Nationalspieler seines Landes steht beim FC Sevilla unter Vertrag.

## Karriere

### Vereine
Nyland spielte in seiner Jugend für Mork IL und Volda TI. 2007 wechselte er zum damaligen Drittligisten IL Hødd, der noch in derselben Saison in die zweitklassige 1. Division aufstieg. In der Saison 2008 kam Nyland zu seinen ersten drei Einsätzen für den IL Hødd, der am Saisonende wieder abstieg. Nach zwei Spielzeiten folgte 2010 erneut der Aufstieg in die zweite Liga. In der Saison 2012 gewann Nyland mit dem Verein als Zweitligist den Pokal.
Zur Saison 2013 wechselte Nyland zum Erstligisten Molde FK. Mit dem Verein gewann er in den Jahren 2013 und 2014 erneut den Pokal. In der Saison 2013/14 spielte er mit Molde in der Qualifikation zur Champions League, scheiterte jedoch in der 3. Runde an Legia Warschau. In der Saison 2014 gewann er mit der Mannschaft die Meisterschaft.
Zur Saison 2015/16 ging Nyland zum deutschen Bundesligisten FC Ingolstadt 04. Er unterschrieb einen Vertrag mit einer Laufzeit bis zum 30. Juni 2019. In Ingolstadt war er zunächst nur zweite Wahl hinter Ramazan Özcan und kam in seinen ersten beiden Spielzeiten auf 18 Einsätze. Nach dem Abstieg in die 2. Bundesliga war Nyland in der Saison 2017/18 Stammtorhüter und belegte mit dem FC Ingolstadt den neunten Tabellenplatz.
Zur Spielzeit 2018/19 schloss Nyland sich dem englischen Zweitligisten Aston Villa an und unterschrieb einen Dreijahresvertrag. Er absolvierte 23 Ligaspiele, ehe er sich im Januar 2019 eine Achillessehnenruptur zuzog und bis zum Saisonende ausfiel. Ohne ihn erreichte die Mannschaft über die Play-offs den Aufstieg in die Premier League. In der Saison 2019/20 war der Norweger nur Ersatz hinter Tom Heaton. Als sich dieser im Januar 2020 verletzte und bis zum Saisonende ausfiel, verpflichtete der Verein Pepe Reina als Ersatz. Nyland hingegen absolvierte lediglich 7 Ligaspiele. Zur Saison 2020/21 verließ Reina den Verein wieder und Emiliano Martínez wurde neu verpflichtet, der neuer Stammtorhüter wurde. Nyland einigte sich mit dem Klub im Oktober 2020 daher auf eine Vertragsauflösung.
Anfang Februar 2021 unterzeichnete Nyland beim Zweitligisten Norwich City einen Vertrag bis zum Ende der Saison 2020/21. Hinter Tim Krul kam er allerdings nicht zum Einsatz, sondern absolvierte lediglich ein Spiel für die U23. Norwich City stieg als Meister in die Premier League auf, woraufhin der 30-Jährige den Verein vertragsgemäß wieder verließ. Ablösefrei heuerte er dann im August 2021 innerhalb der Football League Championship beim AFC Bournemouth an. nach lediglich zwei Pflichtspielen Ende August 2021 für die „Cherries“ zog er Mitte März 2022 weiter zum Ligakonkurrenten FC Reading. Dort ließ man ihn nach Ende der Saison 2021/22 dann auch wieder ziehen.
Anfang Oktober 2022 schloss sich Nyland RB Leipzig an. Der Verein reagierte damit auf den Kreuzbandriss des Stammtorhüters Péter Gulácsi. Er erhielt einen Vertrag bis zum Ende der Saison 2022/23. Sein auslaufender Vertrag wurde nicht verlängert und Nyland verließ Leipzig nach einem halben Jahr wieder. Im August 2023 wurde er vom FC Sevilla verpflichtet.

### Nationalmannschaft
Nyland spielte für verschiedene Jugendmannschaften des norwegischen Fußballverbandes. Mit der U21-Nationalmannschaft nahm er im Juni 2013 an der U21-Europameisterschaft in Israel teil. Er kam in drei Spielen zum Einsatz und erreichte das Halbfinale, in der die Mannschaft mit 0:3 am späteren Europameister Spanien scheiterte.
Am 19. November 2013 debütierte Nyland bei der 0:1-Niederlage im Freundschaftsspiel gegen Schottland in der A-Nationalmannschaft.

## Erfolge
- Norwegischer Pokalsieger: 2012 (IL Hødd), 2013, 2014 (beide mit Molde FK)
- Norwegischer Meister: 2014 (Molde FK)
- Aufstieg in die Premier League: 2019 (Aston Villa), 2021 (Norwich City)
- DFB-Pokal-Sieger: 2023 (RB Leipzig)